# Balazsella ilhabellae
Balazsella ilhabellae är en kvalsterart som beskrevs av Balogh och Palacios-Vargas 1996. Balazsella ilhabellae ingår i släktet Balazsella och familjen Hemileiidae. Inga underarter finns listade.